# Home Park (Windsor)
 Ikke at forveksle med Windsor Great Park.en nærliggende dyrehave
 Ikke at forveksle med Home Park.et fodboldstadion i Plymouth
The Home Park (dansk: Hjemmeparken), tidligere kendt som den Lille Park (og oprindeligt som Lydecroft Park), er en kongelig park, som administreres af Crown Estate. Parken ligger øst for  Windsor Castle nær ved ved Windsor by i Berkshire, England.
Hovedvejen Albert Road (A308) adskiller parken fra den nærliggende Windsor Great Park. En del af Hjemmeparken drives som landbrug med kvæg, mejeri og gårdbutik. 
I parken er der flere private boldbaner, der bruges til golf, bowling, cricket og tennis. 
Frogmore House og de kongelige begravelsespladser (Royal Burial Ground, Frogmore) ligger i parken. 
51°29′06″N 0°35′42″V / 51.485°N 0.595°V